# مدرسة الفلاح
 مدرسة الفلاح هي واحدة من بين أقدم المدارس النظامية في المملكة العربية السعودية، أسسها تاجر اللؤلؤ السعودي الحاج محمد علي رضا زينل في 7 ديسمبر 1905م، بمدينة جدة، بعد ذلك بست سنوات افتتح لها فرعاً معروفاً في مكة المكرمة. أسس الحاج زينل فروعًا أخرى في بومباي، والبحرين، ودبي، وحضرموت، لم تستمر كما استمر فرعا المدرسة الأوليّين في جدة ومكة.

## التأسيس

الشيخ محمد علي رضا زينل مؤسس المدرسة

المبنى القديم

يقع مبنى المدرسة في جدة إلى جانب برحة الزبيدي، وفي مكة فقد تأسست في حارة القشاشية بدار الشريف علي بن عبد الله بن عون أمير مكة آنذاك، ثم انتقلت إلى حارة الباب بدار آل نصيف ثم عادت إلى القشاشية ثم إلى الشبيكة، ثم أخيرا إلى مبنى وحي حديث بالنزهة.
تعرف المدرسة بأنها خرّجت المدرسة جيل أدباء ومفكري الحجاز الذهبي، والعديد من رجال الدولة المرموقين في مراحل التأسيس.
وفكرة إنشاء المدرسة تعود إلى التاجر محمد زينل الذي حزّ في نفسه شيوع الجهل والأمية في بلاد الحرمين مطلع القرن العشرين، فتقدم إلى الوالي التركي، يعاونه في ذلك الشيخ عبد الرؤوف جمجوم بطلب إنشاء مدرسة نظامية فوافق الوالي، وقدمت زوجة الحاج، السيدة خديجة عبد الله زينل، وهي ابنة قائم مقام الشريف في جدة، حليها ومصاغها لشراء مبنى المدرسة وتمويلها.
من كبار مدرسي ومدراء مدرسة الفلاح بالحجاز: أحمد ناضرين، أنور قاروت، إبراهيم النوري، حسن سناري، سالم شفي، علوي عباس مالكي، محمد العربي التباني، محمد نور سيف، محمد أمين كتبي، يحيى أمان، عمر حمدان، محمد حامد عوض، محمد عطا الله، محمد طاهر الدباغ، عبد الله حمدوه، محمد الطيب المراكشي، أبو بكر الحبشي، اسحاق عقيل عزوز، عبد الرحمن شمس، حسين مطر، عمر حفني، عبد الوهاب نشار، محمد خزامي، حسن أبو الحمايل، محمد حسن عواد، محمود عارف، وغيرهم.
ومن أشهر خريجي المدرسة، في فرع جدة: حمزة شحاتة، أحمد قنديل، عابد شيخ، عبد الوهاب عبد الواسع، حسن نصيف، محمد إبراهيم مسعود، هشام ناظر، محمد محمود زاهد، محمد ناغي، إبراهيم يوسف زينل، محمد عبد الله علي رضا، أحمد باعشن، إسماعيل أبوداوود، المهندس عبد الحليم مليباري، الدكتور حسن عبد الرحمن باصبرين. ومن فرع مكة: عبد الوهاب آشي، عبد السلام عمر، عمر عرب، حسين عرب، محمد حسن فقي، لواء مهندس/ شريف إبراهيم حامد سعيد وغيرهم.

## الترتيب
تعد مدرسة الفلاح حاليا من أفضل المدارس على مستوى المملكة، وقد حافظت على ترتيبها بين المدارس العشر الأوائل على مستوى المملكة على مدار أعوام، حسب إحصائيات المركز الوطني للقياس التابع لهيئة تقويم التعليم والتدريب، وتعد إحصائيات المركز هي الأكثر أهمية في تقييم المؤسسات التعليمية في المملكة.